# Parafia Najświętszego Serca Jezusowego w Mikołajowicach
Parafia Najświętszego Serca Jezusowego w Mikołajowicach – parafia rzymskokatolicka, znajdująca się w diecezji tarnowskiej, w dekanacie Wojnicz.